# 水野忠辰
水野 忠辰（みずの ただとき、享保9年閏4月22日（1724年6月13日） - 宝暦2年8月18日（1752年9月25日））は、江戸時代中期の大名。三河国岡崎藩第6代藩主。忠元系水野家7代。水野忠輝の長男。正室は本多忠良の娘。子は水野忠雄（長男）、娘（水野忠任正室）、娘（水野忠鼎正室）。三河国岡崎（愛知県岡崎市）出身。官位は従五位下、大監物。

## 略歴
幼名は長十郎。祖父・水野忠之の老中在任中に誕生した。水野氏は幕府の要職に就くことが多く、藩の財政は逼迫していた。そのため藩主となった忠辰は、藩の財政再建に取り組んだ。倹約を徹底し、自らも衣服は木綿、食費は1日100文以内とした。こうした努力の結果、藩は豊かになり、俸禄の前借を許可したり、藩士の借金を藩が肩代わりするまでになった。自信を持った忠辰は、続いて藩政の改革に取り組んだ。家格にかかわらず、能力のある者を昇進させ、要職に就けたほか、年貢を減免し、農民にも慕われた。しかし、保守派家老の妨害に遭い、改革が挫折すると、忠辰はやけになり、遊興に耽るようになった。あまりの豹変振りに心を痛めた生母・順性院は、度重なる諫言の末、ついに諫死してしまう。さらに自暴自棄となった忠辰は、遊女を身請けするなどし、ついに乱心として宝暦2年（1752年）3月22日、家督を養子・忠任に譲ることを余儀なくされた上で幽閉されてしまう。忠辰の血統は外孫の水野忠光によって女系で維持されることとなった。
そのまま座敷牢にて、押込から半年たらずの同年8月18日に死去した。享年29。法号は円覚惟鏡太照院。
墓所は茨城県結城市大字山川新宿の山川水野家墓所（菩提寺の旧万松寺内にあった墓所で初代忠元から11代忠邦までの11基の墓のみが残る）。

## 系譜
父母
- 水野忠輝（父）
- 松田氏 ー 側室（母）

正室
- 本多忠良の娘

子女
- 水野忠雄（長男）
- 水野忠任正室
- 水野忠鼎正室

養子
- 水野忠任 ー 水野守満の次男